# Hrabstwo Pratt

Piramida wieku hrabstwa

Hrabstwo Pratt – hrabstwo położone w USA w stanie Kansas z siedzibą w mieście Pratt. Założone 26 lutego 1867 roku.

## Miasta
- Pratt
- Iuka
- Preston
- Sawyer
- Coats
- Cullison
- Byers

## Sąsiednie Hrabstwa
- Hrabstwo Stafford
- Hrabstwo Reno
- Hrabstwo Kingman
- Hrabstwo Barber
- Hrabstwo Kiowa
- Hrabstwo Edwards